# Kishan Lal
Kishan Lal (Mhow, Madhya Pradesh, Brit. Indija, 2. veljače 1917. – Madras, Indija, 22. lipnja 1980.) je bivši indijski hokejaš na travi. 
Osvojio je zlatno odličje na hokejaškom turniru na Olimpijskim igrama 1948. u Londonu igrajući za Indiju. U završnici je Indija pobijedila Uj. Kraljevstvo s 4:0.
Bio je kapetanom indijskog sastava, koji je prvi put sudjelovao kao predstavnik neovisne Indije. Lal je bio najbolje desno krilo u povijesti hokeja na travi. Bio je značajnim u razvitku hokejaškog sastava indijskih željeznica (Indian Railways) kao jednog od najboljih sastava u Indiji. Veliki broj igrača iz tog sastava je kasnije igrao za Indiju. 

## Uvod
Bio je jedan od najboljih unutarnjih napadača u hokeju. Poznat je kao najbrži igrač koji je igrao na krilu. Igrao je tako što čim bi primio lopticu, zatrčao bi se prema protivničkim vratima. Bio je i nesebičnim. Gian Singh je rekao “Kadgod bih pomislio da će postići pogodak, Lal bi proslijedio loptu unutarnjim napadačima ili središnjem napadaču da bi oni mogli postići pogodak".”. S.S. Naqvi, hokejaški trener u Omanu i tehnički savjetnik omanskog olimpijskog odbora ga je stavio u svoj izbor najboljih 11 igrača svih vremena, a Lala je stavio za prvi izbor na mjestu desnog krila.

## Karijera

### Početak
Rodio se u Mhowu. Kao dijete ga je fascinirao polo kojeg je obično dugo gledao. To je probudilo igrača u njemu i uskoro su ga masa počele obožavati kad je s 14 godina počeo igrati. 1933. je sa 16 godina igrao za Mhow Heroes i Mhow Green Walls te je još igrao za Kalyanmal Mills, Indore. Igrao je zajedno s Dhyanom Chandom za Jhansi Heroes. 1937. je njegov talent zapazilo oko maharadže iz Tikamgarha te je prešao u prestižni klub Bhagwant Club iz Tikamgarha.
1941. je prešao u BB & CI Railway, danas znan kao Western Railway. Igrao je za središnju Indiju u nacionalnom hokejaškom prvenstvu. Nastavio je sjajno igrati u pobjedničkim sastavima na Kupu Aghe Khana, Beightonovom kupu, Kupu Obaidullaha Khana i Scindijskom kupu. Dok je bio kapetanom, njegov sastav je pobijedio triput uzastopce.

### Indijsko predstavništvo
1947. je ponio indijski dres na turneji po istočnoj Africi, pri čemu je bio drugi čovjek u sastavu iza Dhyana Chanda, a iduće godine je stekao kapetansku čast na Olimpijskim igrama u Londonu. 
Te OI su bile posebnima za Indiju, jer je Indija bila nedavno postala nezavisnom od Engleske nakon duge i zahtjevne borbe s Englezima koji se nisu namjeravali odreći Indije. Stvar je bila utoliko veća što su se OI 1948. održavala baš na engleskom terenu, u Londonu, Indija je bila podijeljena čime je iz njenog sastava bio izvučen Pakistan, a povrh svega je na račun toga većina najtalentiranijih igrača iselila u Pakistan. 
Indijski izabrani sastav za ove OI je bio sasvim novi, bez ijednog igrača s iskustvom sudjelovanja na OI. Ipak, sastav kojeg je vodio Kishan Lal je sve dvojbe ostavio po strani pobijedivši Austriju 8:0, Argentinu 9:1, Španjolsku 2:0, Nizozemsku 2:1 i u završnici je slava nezavisnoj Indiji došla pobjedom od 4:0 nad Uj. Kraljevstvom na njegovom terenu i potvrdila svoju svjetsku nadmoć u hokeju na travi. To je bio nezaboravnim trenutkom za Indiju, pobjeda koja je donijela veliku čast Indiji, jer je po prvi puta sudjelovala na OI kao neovisna država i po prvi puta s indijska trobjnica zavihorila na olimpijskoj areni i po prvi puta se zasvirala himna 'Jana, Gana, Mana'.

## Trenerski dani
Nakon 28 godina neprekidne karijere se povukao iz natjecateljskog hokeja kao igrač, ali je ostao u svezi s hokejem kao trener. Sve do 1976. je bio glavnim trenerom pri Railways Sports Control Boardu. Igrači kao Balbir Singh, Harbinder Singh, Prithipal Singh i Mohinder Singh uvelike duguju svoju veličinu Lalovom doprinosu. Vrlo je bio cijenjen Lalov dar za otkrivanje talenata. 
1964. je dobio poziv trenirati Maleziju. 1968. ga se pozvalo trenirati DR Njemačku. Čak i kad se povukao kao igrač iz Western Railwaya 1976., i dalje se zanimao za momčad "Railwaya" i za hokej. Vjerojatno je bio jedinim bivšim olimpijcem koji je bio regularno na hokejaškim natjecanjima.

## Nagrade
1966. je dobio prestižnu nagradu Padma Shri.

## Obitelj
Ocem je četvero sinova i jedne kćeri. Njegov najstariji sin Devki Lal je bio hokejaškim trenerom, a umro je 22. rujna 2009.

## Vanjske poveznice
- Profil na Database Olympics
- Profil na Sports-Reference  Arhivirana inačica izvorne stranice od 15. prosinca 2012. (Wayback Machine)